# 尤寧鎮區 (堪薩斯州傑佛遜縣)
尤寧鎮區（英語：Union Township）為美國堪薩斯州傑佛遜縣轄下的鎮區。2010年美国人口普查中此鎮區人口有1,734人。

## 地理
尤寧鎮區涵蓋總面積為110.3平方（42.60平方英里），其中陸地面積為109.1平方（42.11平方英里），水域面積為1.3平方（0.49平方英里）或1.15%。海拔高度353（1,158英尺）。

## 人口統計
根據2010年美國人口普查，尤寧鎮區人口有1,734人，其中男性有860人，女性有874人，人口密度為每平方公里15.72人，住房計730戶。鎮區內的白人有1,667人，非裔美國人有14人，美洲原住民有12人，亞裔美國人有4人，太平洋島裔美國人有0人，其他種族有10人，混血種族則有27人。此外鎮區內有31人為西班牙裔或拉丁裔美國人。此鎮區之年齡中位數為39.6歲，而男性年齡中位數為39.3歲，女性年齡中位數為39.8歲。

## 交通

### 主要公路
- 16號堪薩斯州州道
- 92號堪薩斯州州道